# Llupia
Llupia – miejscowość i gmina we Francji, w regionie Oksytania, w departamencie Pireneje Wschodnie.
Według danych na rok 1990 gminę zamieszkiwały 1253 osoby, a gęstość zaludnienia wynosiła 182 osoby/km² (wśród 1545 gmin Langwedocji-Roussillon Llupia plasuje się na 290. miejscu pod względem liczby ludności, natomiast pod względem powierzchni na miejscu 909.).